# Серавале а По
Серавале а По (итал. Serravalle a Po) је насеље у Италији у округу Мантова, региону Ломбардија.
Према процени из 2011. у насељу је живело 552 становника. Насеље се налази на надморској висини од 16 м.

## Становништво
Према резултатима пописа становништва 2011. у општини је живело 1.593 становника.
| 1931. | 1936. | 1951. | 1961. | 1971. | 1981. | 1991. | 2001. | 2011. |
| ----- | ----- | ----- | ----- | ----- | ----- | ----- | ----- | ----- |
| 3.227 | 3.382 | 3.468 | 2.580 | 2.097 | 1.873 | 1.755 | 1.722 | 1.593 |